# Oliver Braude
Oliver Braude (Oslo, 21 februari 2004) is een Noors voetballer die bij voorkeur als verdediger of middenvelder speelt. In juli 2021 verruilde hij de Noorse voetbalclub Vålerenga IF voor sc Heerenveen.

## Clubcarrière

### Vålerenga IF
Braude stapte in de jeugd over van club Stabæk IF naar Vålerenga IF. Hij wordt in Noorwegen beschouwd als een groot talent, zo mag hij stage lopen bij FC Barcelona, Liverpool en Ajax.

### sc Heerenveen
Braude tekent op 17 jarige leeftijd in maart 2021 een driejarig contract bij sc Heerenveen en sluit aan bij de onder 18. Op 20 augustus 2023 maakte hij zijn Eredivisie debuut voor sc Heerenveen tegen FC Utrecht, in de 0-2 gewonnen uitwedstrijd. 
Zijn debuut in de basis maakt Braude op 28 oktober in de 3-0 gewonnen thuiswedstrijd van Heracles Almelo.